# Gà lôi trắng

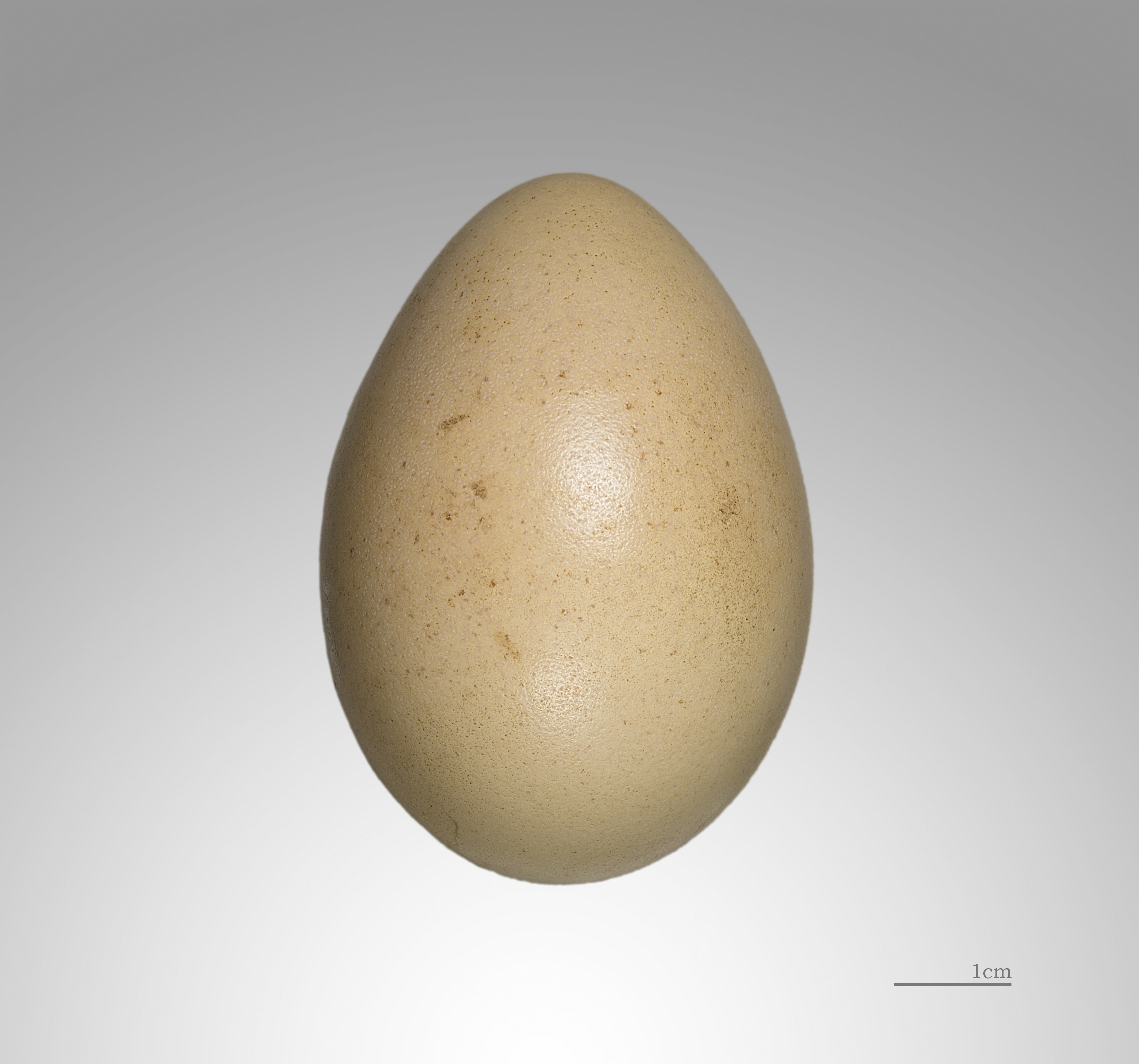
Lophura nycthemera

Gà lôi trắng (danh pháp hai phần: Lophura nycthemera) là một loài chim lớn, có chiều dài khoảng 125 cm. Khi còn nhỏ gà trống và gà mái đều mang chung 1 màu lông, đó là màu nâu ngoài ra có những dải lông màu đen. Chim mái giữ nguyên màu lông này (có thay đổi không đáng kể suốt cuộc đời mình (thường chuyển sang màu oliu), chim trống đến tuổi thành niên sẽ bắt đầu thay lông để chuyển sang màu trắng, thông thường phải mất gần 2 năm tuổi, gà lôi trống mới thành thục hẳn lúc đó mào có màu đen dài, cằm và họng đen. Bụng hơi xanh đen, (hoặc trắng – giống gà tìm thấy tại Việt Nam). Phần còn lại của cơ thể là màu trắng. Đuôi của gà trống khá dài (từ 40 – 80 cm). Mặt có màu đỏ nhung với 2 dải mào phủ kín. Chân gà có màu đỏ tía. Gà lôi trắng sống ở các khu vực rừng miền núi ở lục địa Đông Nam Á và Trung Quốc.
Loài chim này phổ biến trong nghề nuôi chim và nhìn chung vẫn phổ biến trong tự nhiên, nhưng một số phân loài của nó (đáng chú ý là L. n. whiteheadi từ Hải Nam, L. n. engelbachi từ miền nam Lào và L. n. annamensis từ miền nam Việt Nam) rất hiếm và bị đe dọa.

## Phân loài
Có 15 phân loài gà lôi trắng phân bố từ đông Myanmar đến Campuchia, Lào, Thái Lan, Việt Nam, Trung Quốc. Hiện đã có 15 phân loài gà lôi trắng được công nhận.
- Lophura nycthemera occidentalis Delacour, 1948 – Gà lôi trắng miền Tây – miền trung Hoa Nam và đông bắc Myanmar
- Lophura nycthemera rufipes (Oates, 1898) – phía bắc bang Shan ở miền bắc Myanmar
- Lophura nycthemera ripponi (Sharpe, 1902) – Gà lôi trắng Rippon – phía nam bang Shan của Myanmar
- Lophura nycthemera jonesi (Oates, 1903) – Gà lôi trắng Jones – từ Myanmar đến tây nam Trung Quốc và miền trung Thái Lan
- Lophura nycthemera omeiensis Cheng, Cheng, and Tang, 1964 – Gà lôi trắng Tứ Xuyên – nam Tứ Xuyên, Trung Quốc
- Lophura nycthemera rongjiangensi Tan and Wu, 1981 – Gà lôi trắng Quý Châu – đông nam Quý Châu, Trung Quốc
- Lophura nycthemera beaulieui Delacour, 1948 – Gà lôi trắng Lào – miền trung của Hoa Nam, bắc Lào và bắc Việt Nam
- Lophura nycthemera nycthemera (Linnaeus, 1758) – phân loài điển hình - từ Hoa Nam đến miền Bắc Việt Nam
- Lophura nycthemera whiteheadi (Ogilvie-Grant, 1899) – Gà lôi trắng Hải Nam – Hải Nam, Trung Quốc
- Lophura nycthemera fokiensis Delacour, 1948 – Gà lôi trắng Phúc Kiến – đông nam Trung Quốc
- Lophura nycthemera berliozi (Delacour and Jabouille, 1928) – Gà lôi trắng Berlioz – phía tây dãy Trường Sơn, Việt Nam
- Lophura nycthemera beli (Oustalet, 1898) – Gà lôi trắng Bel – phía đông dãy Trường Sơn, Việt Nam
- Lophura nycthemera engelbachi Delacour, 1948 – Gà lôi trắng Boloven – Cao nguyên Bolaven thuộc nam Lào
- Lophura nycthemera lewisi (Delacour and Jabouille, 1928) – Gà lôi trắng Lewis – miền núi tây nam Campuchia và đông nam Thái Lan
- Lophura nycthemera annamensis (Ogilvie-Grant, 1906) – Gà lôi trắng Trung Bộ – rừng núi đá miền nam Việt Nam

## Hình ảnh

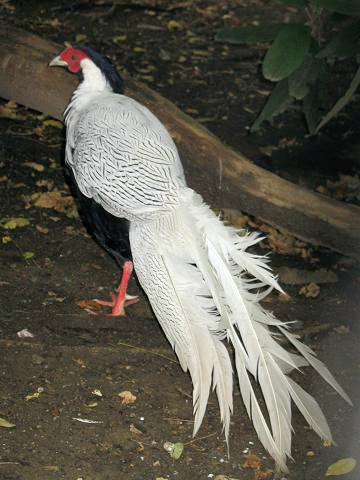
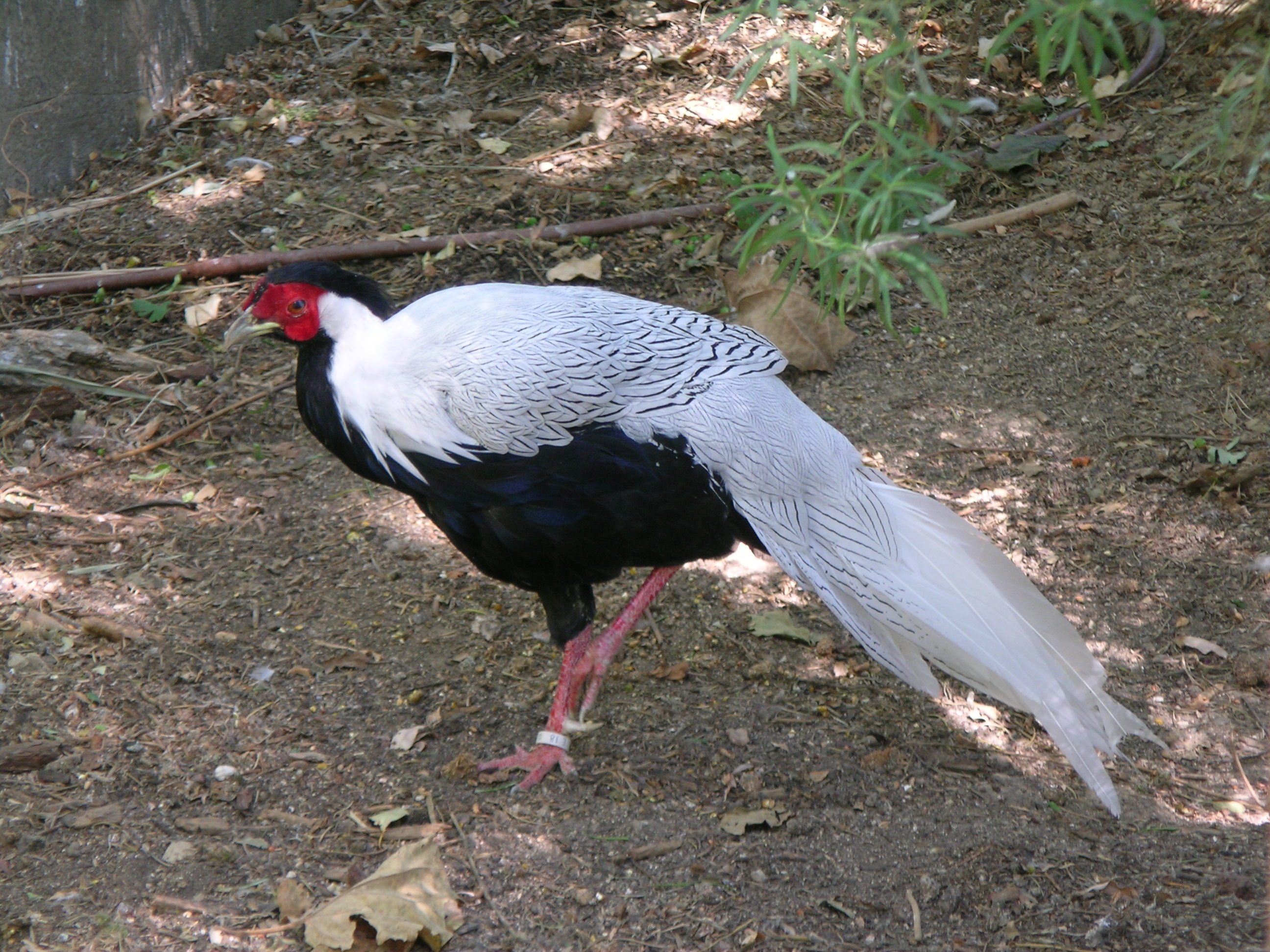
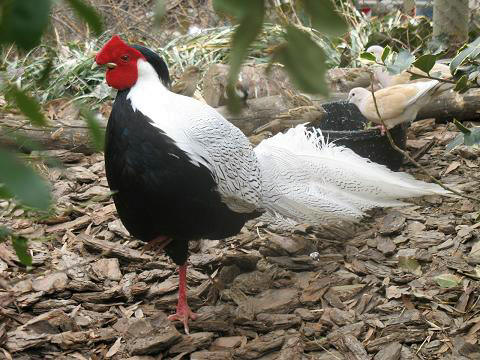
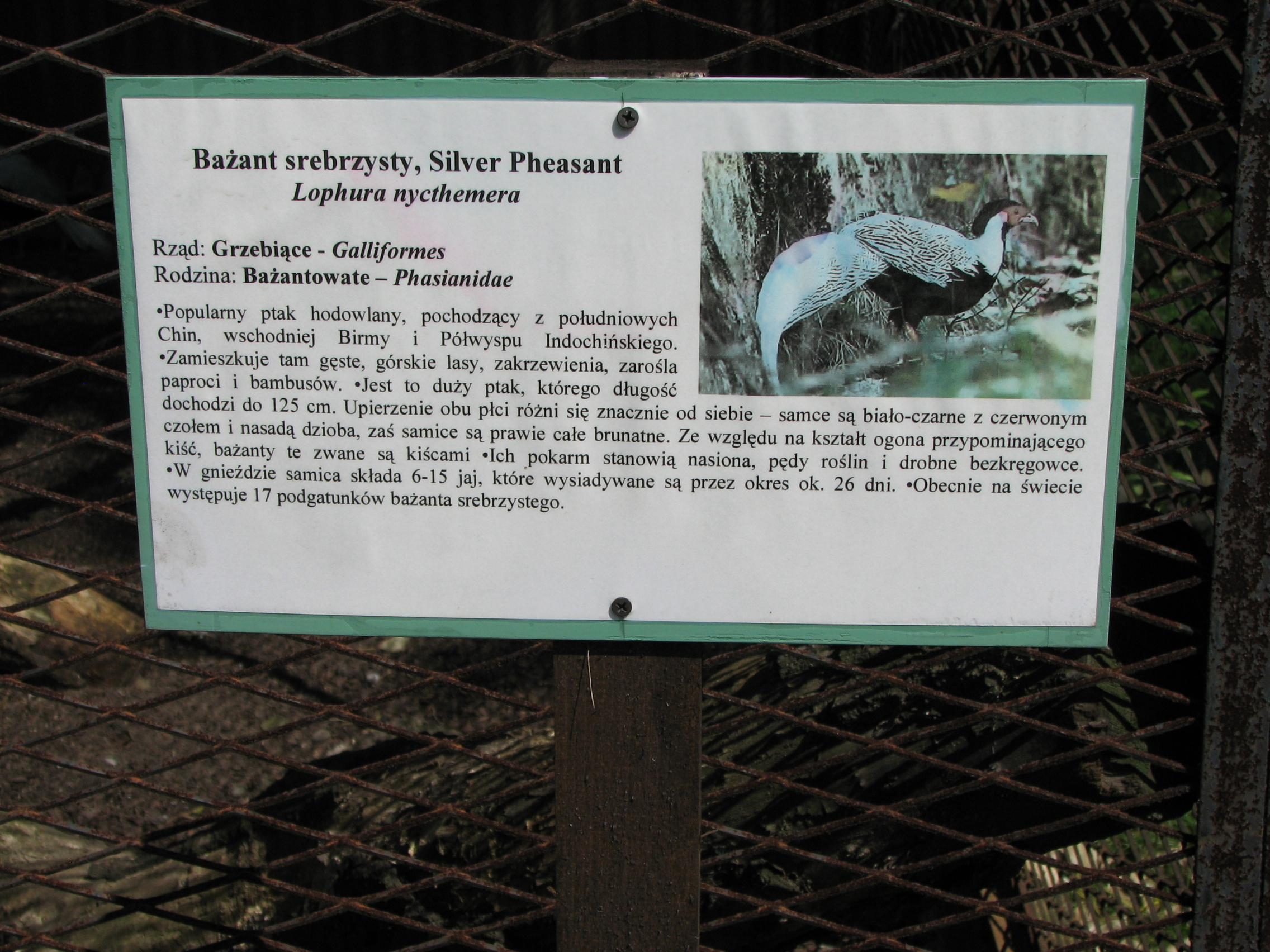